# Burg Türkheim
Die Burg Türkheim ist eine abgegangene Höhen- und Spornburg auf 677,7 m ü. NN nördlich der Kirche von Türkheim, einem heutigen Stadtteil von Geislingen an der Steige im Landkreis Göppingen in Baden-Württemberg.
Die Burg wurde um das Jahr 1100 entweder von den Ortsherren von Türkheim erbaut, oder von den Grafen von Helfenstein, denen sie auch dienten. Der Türkheimer Ortsadel ist 1107 erstmals urkundlich erwähnt. Aufgegeben wurde die Burg nach 1200. Der heutige Burgstall der quadratischen, 28 mal 33 Meter großen Burganlage zeigt an der Südost- und an der Nordostseite noch 0,7 Meter hohe Wallreste. Die beiden restlichen Seiten fallen steil zum Tal des Rötelbaches ab.

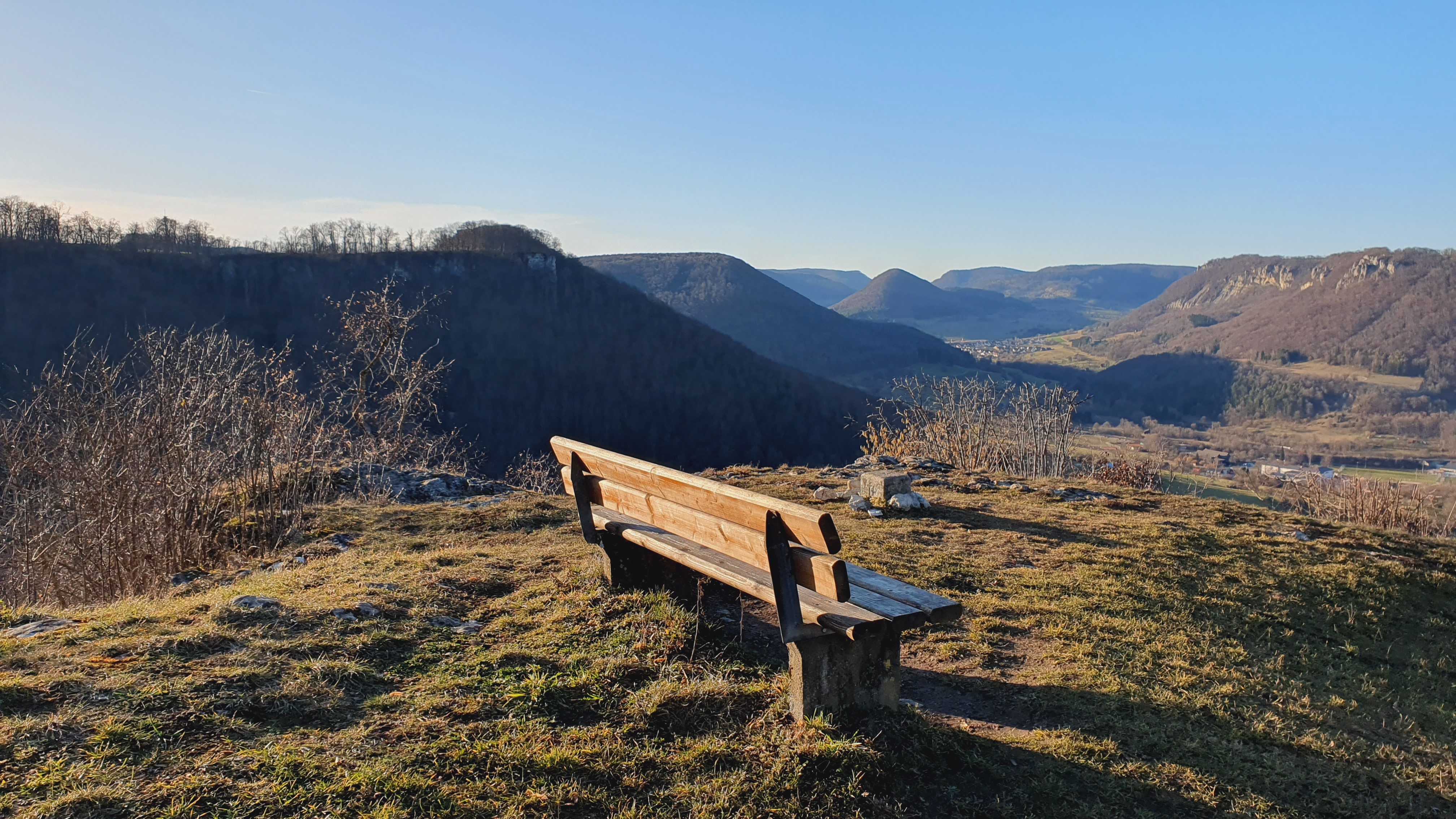
Talblick vom Sporn des Burgstalles
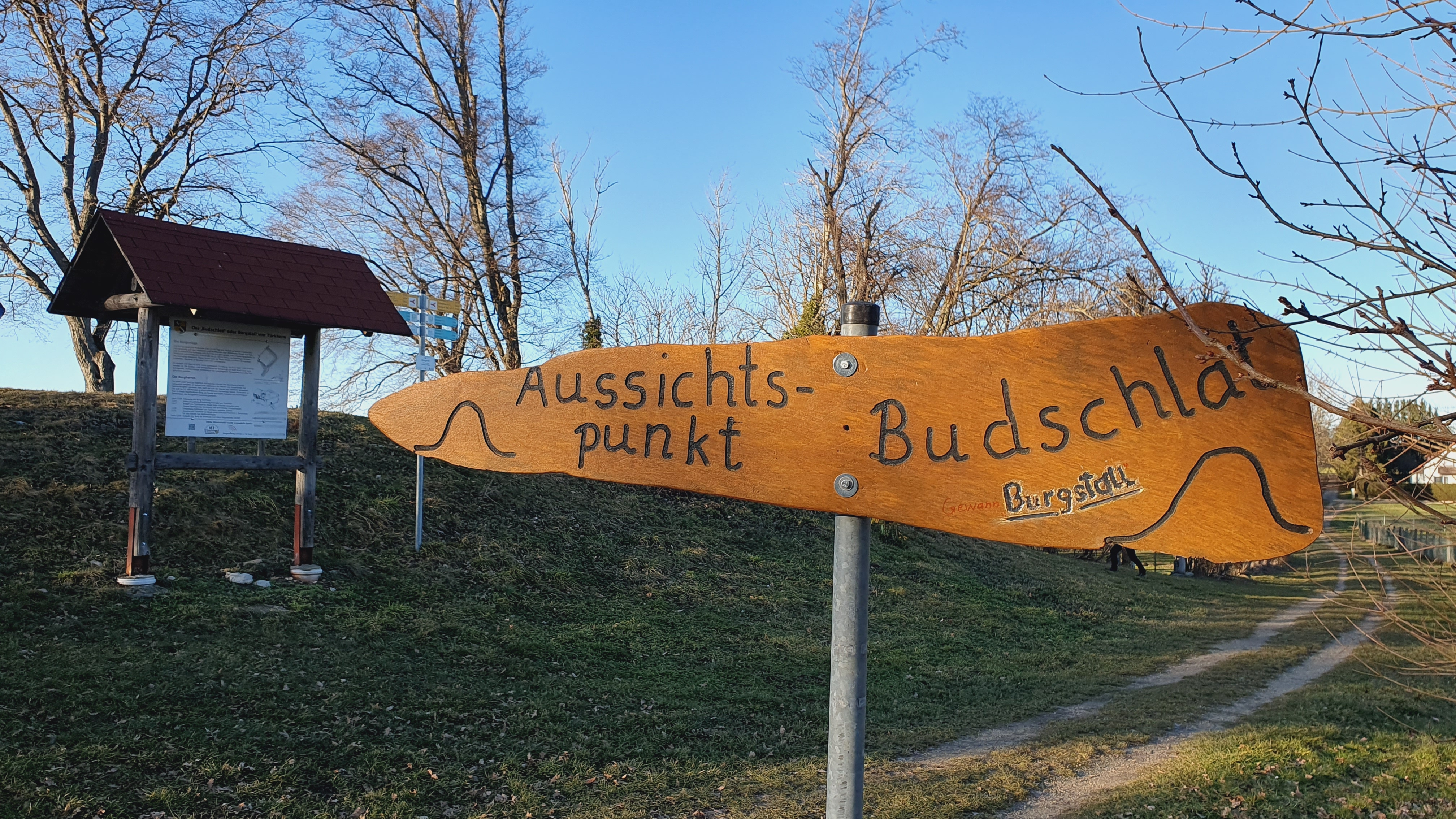
Infotafel zur Burgstelle
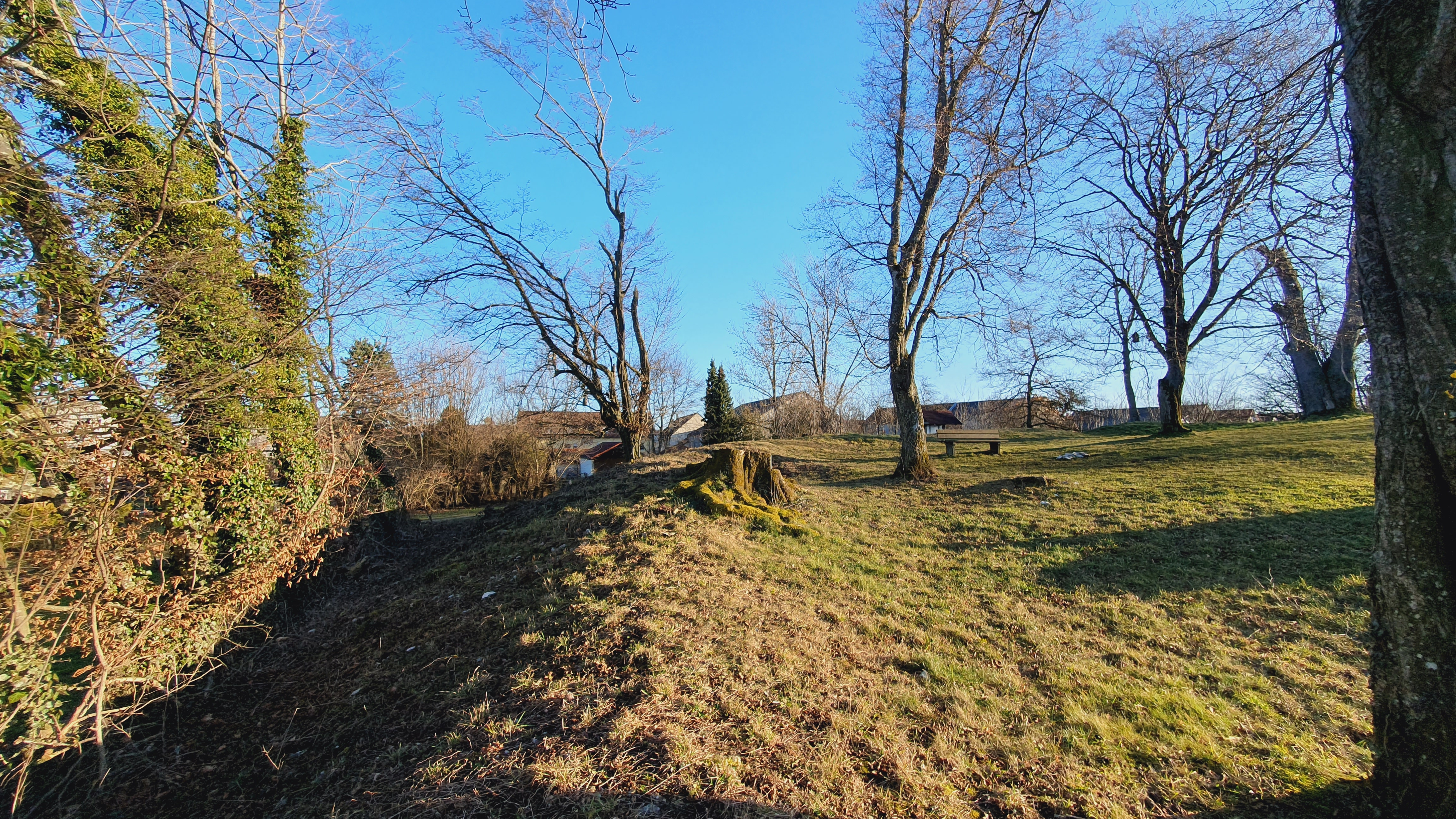
Noch sichtbare Wallreste